# 正弦-戈尔登方程

钟形孤立子

正弦-戈尔登方程是十九世纪发现的一种偏微分方程：
{\displaystyle \varphi _{tt}-\varphi _{xx}=\sin \varphi }
來自下面的拉量：
{\displaystyle {\mathcal {L}}={\frac {1}{2}}(\varphi _{t}^{2}-\varphi _{x}^{2})+\cos \varphi }
由于正弦-戈尔登方程有多种孤立子解而倍受瞩目。
名字是物理家熟悉的克莱因-戈尔登方程（Klein-Gordon）的雙關語。

## 孤立子解
利用分离变数法可得正弦-戈尔登方程的多种孤立子解。

### 扭型孤立子
{\displaystyle p1:=-4*arctan((1/2)*(1.5*exp(-4*sqrt(2))-exp(2*x*sqrt(2)))*exp(t-2-x*sqrt(2)+2*sqrt(2))*sqrt(2)/(1.5*exp(-4)+exp(2*t)))}
{\displaystyle p2:=-4*arctan((1/2)*(1.5*exp(2*x*sqrt(2))-exp(-4*sqrt(2)))*exp(t-2-x*sqrt(2)+2*sqrt(2))*sqrt(2)/(1.5*exp(2*t)+exp(-4)))}
|  |  |

### 钟型孤立子
正弦-戈尔登方程有如下孤立子解：
{\displaystyle \varphi _{\text{soliton}}(x,t):=4\arctan e^{m\gamma (x-vt)+\delta }\,}
其中
{\displaystyle \gamma ^{2}={\frac {1}{1-v^{2}}}.}
|  |  |

### 双孤立子解
{\displaystyle px1:=(8*(1.5*exp(-4)+exp(2*t)))*exp(t-2-x*sqrt(2)+2*sqrt(2))*(exp(2*x*sqrt(2))+1.5*exp(-4*sqrt(2)))/(4.50*exp(-8)+2*exp(4*t)+2.25*exp(2*t-4-2*x*sqrt(2)-4*sqrt(2))+3.0*exp(2*t-4)+exp(2*t-4+2*x*sqrt(2)+4*sqrt(2)))}
{\displaystyle px2:=-(8*(1.5*exp(2*t)+exp(-4)))*exp(t-2-x*sqrt(2)+2*sqrt(2))*(1.5*exp(2*x*sqrt(2))+exp(-4*sqrt(2)))/(4.50*exp(4*t)+2*exp(-8)+2.25*exp(2*t-4+2*x*sqrt(2)+4*sqrt(2))+3.0*exp(2*t-4)+exp(2*t-4-2*x*sqrt(2)-4*sqrt(2)))}
|  |  |

|  |  |

|  |  |

|  |  |

### 三孤立子解
|  |  |

## 呼吸子解

正弦-戈尔登方程的呼吸子解

{\displaystyle u=4\arctan \left({\frac {{\sqrt {1-\omega ^{2}}}\;\cos(\omega t)}{\omega \;\cosh({\sqrt {1-\omega ^{2}}}\;x)}}\right),}
{\displaystyle pz1:=4*arctan((28.460498941515413988*(exp(1.8973665961010275992*x)+sqrt(exp(3.7947331922020551984*x))))*sin(OmegaT)*csgn(1/cos(OmegaT))*exp(-.94868329805051379960*x)/(18.+5.*exp(1.8973665961010275992*x)))}
{\displaystyle pz2:=4*arctan((28.460498941515413988*(exp(1.8973665961010275992*x)+sqrt(exp(3.7947331922020551984*x))))*sin(OmegaT)*csgn(1/cos(OmegaT))*exp(-.94868329805051379960*x)/(18.+5.*exp(1.8973665961010275992*x)))}
|  |  |

## 几何解释

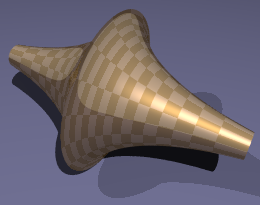
三维欧几里德空间的负常曲率曲面

根據陳省身的研究，正弦-戈尔登方程有一个几何解释：三维欧几里德空间的负常曲率曲面（偽球面）。
正弦-戈尔登方程是：
{\displaystyle \varphi _{tt}-\varphi _{xx}=\sinh \varphi }
跟戶田場論有關。

## 量子場論
正弦-戈尔登是Thirring模特的S對偶。
半經典量子化：

## 閱讀
- Bour E (1862). "Théorie de la déformation des surfaces" （页面存档备份，存于）. J. Ecole Imperiale Polytechnique. 19: 1–48.
- Rajaraman, R. (1989). Solitons and Instantons: An Introduction to Solitons and Instantons in Quantum Field Theory. North-Holland Personal Library. 15. North-Holland. pp. 34–45. ISBN 978-0-444-87047-6.
- Polyanin, Andrei D.; Valentin F. Zaitsev (2004). Handbook of Nonlinear Partial Differential Equations. Chapman & Hall/CRC Press. pp. 470–492. ISBN 978-1-58488-355-5.
- Dodd, Roger K.; J. C. Eilbeck, J. D. Gibbon, H. C. Morris (1982). Solitons and Nonlinear Wave Equations. London: Academic Press. ISBN 978-0-12-219122-0.
- Georgiev DD, Papaioanou SN, Glazebrook JF (2004). "Neuronic system inside neurons: molecular biology and biophysics of neuronal microtubules". Biomedical Reviews 15: 67–75.
- Georgiev DD, Papaioanou SN, Glazebrook JF (2007). "Solitonic effects of the local electromagnetic field on neuronal microtubules". Neuroquantology 5 (3): 276–291.